# Європейський комітет зі стандартизації

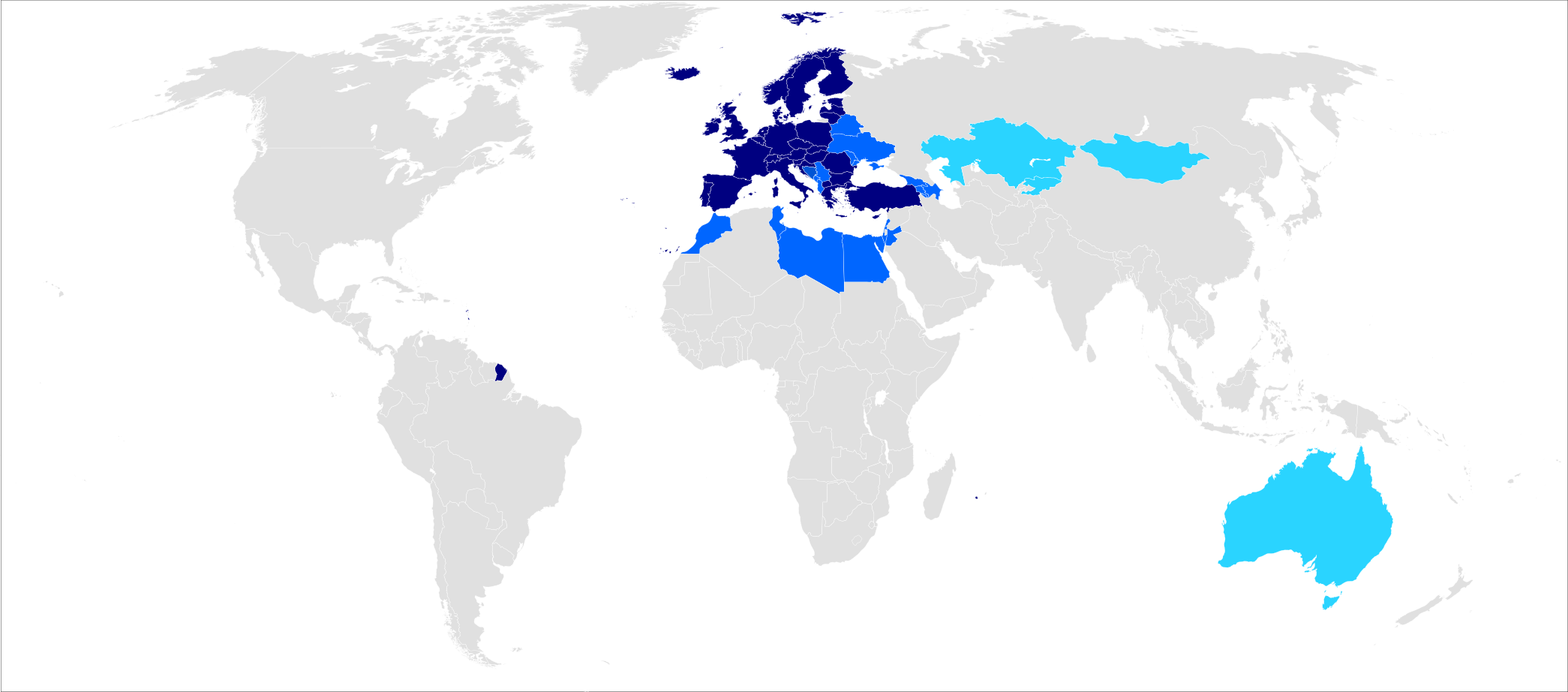
члени
асоційовані члени
партнери

Європе́йський коміте́т зі стандартиза́ції (фр. Comité Européen de Normalisation, CEN) — міжнародна неприбуткова організація, основною метою якої є сприяння розвитку торгівлі товарами та послугами через розробку та запровадження європейських стандартів (євронорм, EN).
Поруч з цим CEN сприяє спільному застосуванню в країнах-членах міжнародних стандартів ISO та IEC. На цьому базується один з найважливіших принципів роботи CEN — обов'язкове використання міжнародних стандартів ISO, як основи для розробки євронорм або доповнення тих результатів, які вже досягнуті в ISO. Наприклад, так були затверджені європейські стандарти серії 29000, що по суті є стандартами ISO 9000, і які були прийняті так званим «методом обкладинки».

## Загальна інформація
Європейський комітет зі стандартизації (до 1970 р. — Європейський комітет з координації стандартів) було засновано в 1961 р. на засіданні представників Європейської економічної спільноти (ЄЕС) та Європейської асоціації вільної торгівлі (EFTA). Датою офіційного створення організації в сучасному вигляді вказується 30 жовтня 1975 року. CEN є офіційно визнаним органом зі стандартизації в Європейському Союзі (ЄС); іншими офіційними органами зі стандартизації є Європейський комітет зі стандартизації в електротехніці (CENELEC) та Європейський інститут телекомунікаційних стандартів (ETSI).

## Члени
Станом на 2012 рік членами CEN є всі члени ЄС: Австрія, Бельгія, Болгарія, Велика Британія, Данія, Естонія, Греція,  Ірландія, Іспанія, Італія, Кіпр, Латвія, Литва, Люксембург, Мальта, Нідерланди, Німеччина, Польща, Португалія, Румунія, Словаччина, Словенія,  Угорщина, Фінляндія, Франція, Чехія, Швеція; три члени EFTA: Ісландія, Норвегія, Швейцарія та дві інших країни: Хорватія, Туреччина.
Асоційованими членами є Албанія, Вірменія, Азербайджан, Білорусь, Боснія і Герцоговина, Єгипет, Грузія, Ізраїль, Йорданія, Ліван, Лівія, Північна Македонія, Молдова, Чорногорія, Марокко, Сербія, Туніс, Україна.
Партнерами є Австралія, Монголія.

## Структура та організація роботи
Найвищий орган CEN — Генеральна асамблея, в яку входять представники національних організацій з стандартизації, державні органи країн-членів CEN, а також EEC i EFTA. Генеральна асамблея вибирає Адміністративну раду, яка серед інших має такі основні функції:
- встановлює правила і способи застосування національних стандартів і міжнародних стандартів при розробці євронорм;
- визначає можливість прямого використання національного стандарту або міжнародного нормативного документа як європейського стандарту;
- координує роботи з національної стандартизації в межах регіону.

Політика в галузі стандартизації визначається в CEN колегією директорів — представників національних організацій і затверджується Генеральною асамблеєю. Технічна робота з стандартизації в організації виконується технічними комітетами, діяльність яких координує Технічне бюро.
Європейські стандарти та стандарти Європейського комітету зі стандартизації в електротехніці (CENELEC) повинні обов'язково застосовуватися на національному рівні в країнах-членах CEN. Відповідно євронорма має статус національного стандарту й виключає застосування будь-якого іншого стандарту, що суперечить їй.
Прийнятий CEN європейський стандарт видається в двох варіантах: як євронорма і як національний стандарт в країнах-членах CEN. В другому випадку стандарт може містити додатки для рекомендацій і пояснень, які сприяють його розумінню і застосуванню. Крім європейських стандартів, CEN також розглядає й приймає документи з гармонізації (HD), попередні (тимчасові) стандарти (ENV) та звіти CEN/CENELEC. Ці документи спрямовані на ліквідацію технічних бар'єрів в торгівлі, на прискорення впровадження прогресивних технічних вимог у виробництво нових товарів.